# Heerman Witmont
Heerman Wesselz. Witmont, ook genoemd Heerman of Heereman, (?, ca. 1605- Delft, februari 1684) was een Nederlands zeeschilder. Hij was gespecialiseerd in de techniek van het penschilderen. 

## Biografie
Witmont stond in Delft bekend als de Const Teijckenaer. Hij kende vermoedelijke zijn opleiding in Amsterdam, maar vanaf 1644 werd hij lid van het Sint-Lucasgilde in Delft en werkte hij tot aan zijn dood aldaar.
Witmont staat vooral bekend om zijn penschilderijen op doek of paneel. Naast de pen gebruikte hij ook het penseel voor deze techniek. Over het algemeen wordt Willem van de Velde de Oude gezien als de uitvinder van deze techniek. Aangezien Witmont zijn werk nooit dateerde is het formeel niet vast te stellen maar gezien de oudere leeftijd van Witmont is het ook aannemelijk om hem te zien als eerste gebruiker van deze techniek. Met behulp van deze techniek richtte hij zich vooral op zeeslagen uit de Engels-Nederlandse oorlogen en andere marine thema's.
Naast penschilderijen maakte Witmont naar verluidt ook ontwerpen voor tapijtwever Aert Spierincx. Tevens omlijstte hij met waterverftekeningen brieven aan de Russische tsaar.
Witmont werd op 10 februari 1684 begraven in de Nieuwe Kerk in Delft. Werk van hem is te zien in Museum Prinsenhof en Museum Paul Tetar van Elven in Delft.

## Galerij

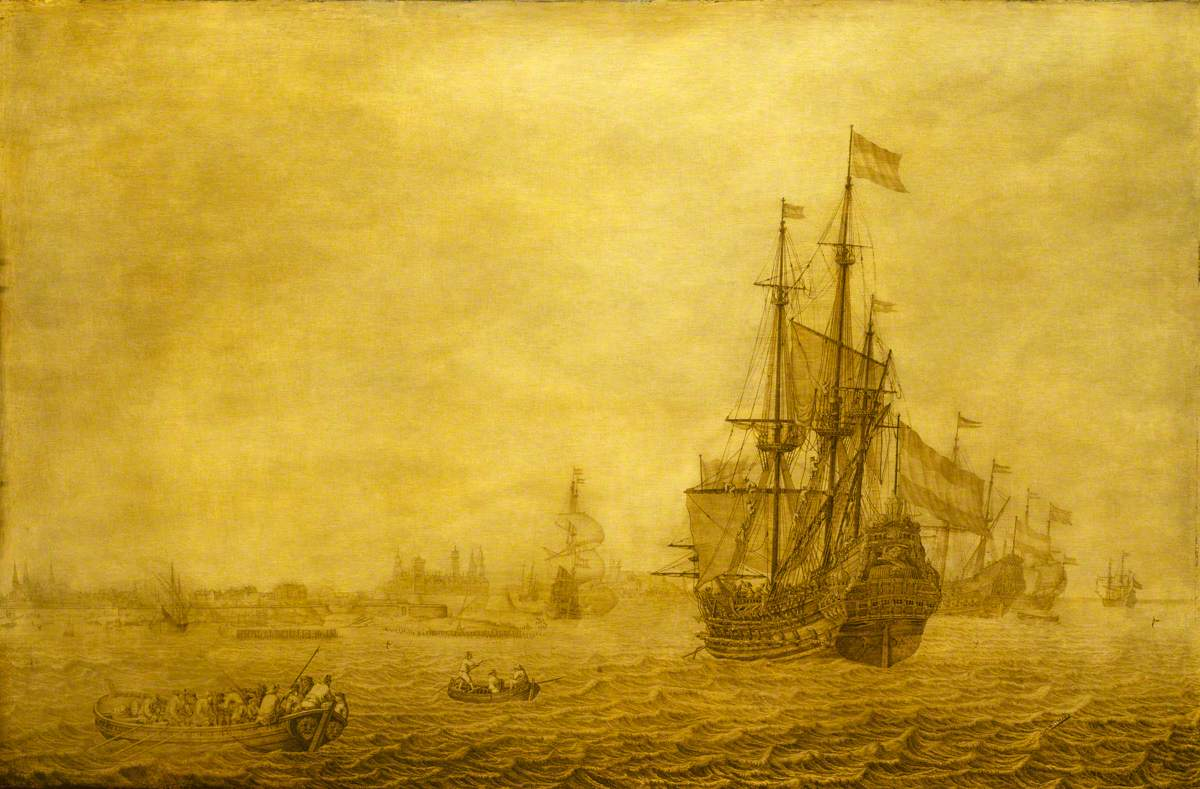
Eendracht
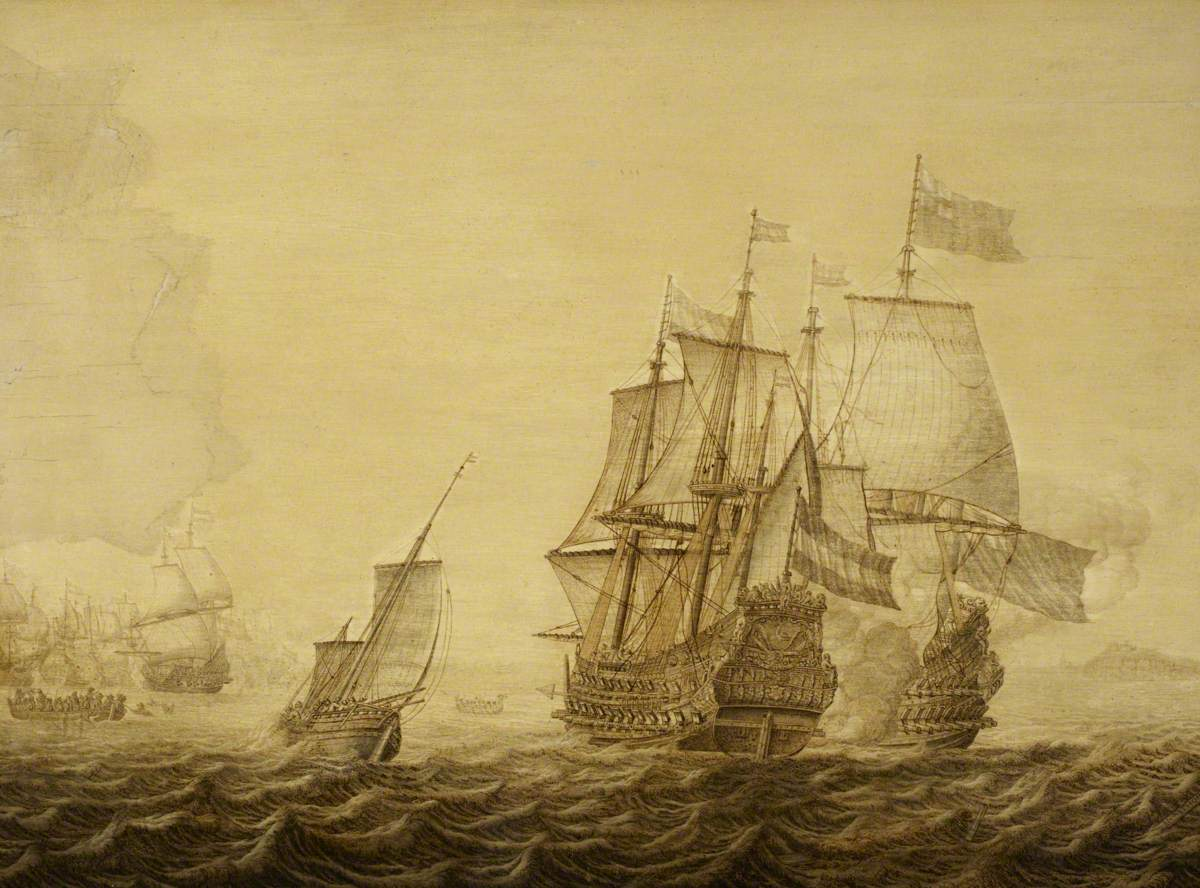
Zeeslag tussen Engeland en Nederland

- Biografisch Portaal: 28893788
- RKD-Nederlands Instituut voor Kunstgeschiedenis: 85159
- Union List of Artist Names: 500004131
- Virtual International Authority File: 95705784